# 도쿄 야곡
도쿄 야곡(일본어: 東京夜曲, Tokyo Lullaby)은 일본에서 제작된 이치카와 준 감독의 1997년 영화이다. 바이쇼 미츠코 등이 주연으로 출연하였다.

## 출연

### 주연
- 바이쇼 미츠코
- 하야시 고바

### 조연
- 카미카와 타카야
- 모모이 가오리
- 나가츠카 쿄조
- 나나오 레이코